# Santa Fé do Sul (kommun)
Santa Fé do Sul är en kommun i Brasilien.   Den ligger i delstaten São Paulo, i den södra delen av landet, 600 km sydväst om huvudstaden Brasília. Antalet invånare är 29 235.
Följande samhällen finns i Santa Fé do Sul:
- Santa Fé do Sul

Omgivningarna runt Santa Fé do Sul är en mosaik av jordbruksmark och naturlig växtlighet. Runt Santa Fé do Sul är det ganska glesbefolkat, med 30 invånare per kvadratkilometer.